# Асен Пилев
Асен Г. Пилев е български политик, кмет на Дупница в периода 1999 – 2003 г.

## Биография
Арх. Асен Пилев е роден през 1953 година в Кюстендил. Избран е като независим кандидат през 1999 година за кмет на Дупница. По негово време се завършва част от пътен възел „Байкал“, изграден е главен канален колектор и е създаден испански колеж..